# Lapko
Lapko est un groupe finlandais de rock alternatif originaire de Harjavalta, qui s'est formé en 1996.

## Membres
- Ville Malja – chant, guitare
- Anssi Nordberg – basse
- Janne Heikkonen – guitare
- Jussi Matikainen – batterie

## Biographie
Les trois membres de Lapko sont amis depuis leur enfance qu'ils ont passée dans la petite ville de Harjavalta. À leurs débuts, leur son est plutôt punk, mais ils s'orientent vite vers un rock explosif, caractérisé par une percussion très présente, des riffs de guitare frénétiques et un chant légèrement écorché.
Leur premier EP Your special K.O. sort en 2003 et retient l'attention des medias musicaux finlandais. Mais c'est grâce à leur album The Arms, sorti en 2004, que le groupe commence à se créer une véritable base de fans. L'année 2006 marque un tournant pour Lapko, qui signe avec le label Fullsteam Records, et sort son deuxième album "Scandal". Cet album atteint la deuxième place des charts finlandais et assure un bel avenir au groupe, qui assure régulièrement des tournées dans leur pays, en Europe mais également aux États-Unis.
Le troisième album du groupe sort en mai 2007, et est intitulé "Young Desire", il atteint la 3e place du classement finlandais. Cet album est légèrement différent des précédents, il est décrit comme plus mélancolique. Lapko évoque en effet les thèmes de la vulnérabilité, de l'anxiété, de la pression et de la confusion. Le groupe se crée une véritable réputation scénique grâce à la multitude de concerts qu'ils effectuent dans de nombreux pays.
Pour résumer leurs dix ans de carrière, le bassiste Anssi Nordberg cita cette phrase : "Actually we've regressed, up to the point where you concede you're too dumb to do anything else than play in a rock band." 

## Discographie
Albums
- The Arms (2004)
- Scandal (2006)
- Young Desire (2007)
- A New Bohemia (2010)
- ΓΟΛΕ (2012)
- Freedom (2015)

EP
- Your Special K.O. (2003)
- Barrel of the Past  (2006)
- Horse & Crow  (2011)

Singles
- Stacy (2004)
- All the Best Girls (2006)
- Barrel of the Past (2006)
- Killer Whales (2007)
- Hugging the Phone (2007)
- I Shot the Sheriff  (2009)
- I Don't Even Kill  (2010)
- Love Is Sick And Wrong  (2012)
- Money For Nothing (2015)